# 2000년 하계 올림픽 아이슬란드 선수단
2000년 하계 올림픽 아이슬란드 선수단은 2000년 시드니 하계 올림픽에 참가한 올림픽 아이슬란드 선수단이다.

## 메달리스트
| 메달   | 선수              | 종목 | 세부종목          |
| ------ | ----------------- | ---- | ----------------- |
| 동메달 | 발라 플로사도티르 | 육상 | 여자 장대높이뛰기 |